# Heterias petrensis
Heterias petrensis là một loài chân đều trong họ Janiridae. Loài này được Roberts miêu tả khoa học năm 1975.